# لويد وايت
لويد وايت (بالإنجليزية: Lloyd White)‏ هو دبلوماسي وسياسي نيوزيلندي، ولد في 21 مارس 1918 في نيلسون في نيوزيلندا، وتوفي في 19 فبراير 1981. انتخب سفير نيوزيلندا لدى الولايات المتحدة.